# Lukáš Hušek
Lukáš Hušek (* 25. října 2000 Jablonec nad Nisou) je český fotbalový obránce. V sezoně 2020/21 působí v klubu FK Pardubice, kde je na ročním hostování z pražské Sparty.

## Kariéra
Hušek začínal s fotbalem v rodném Jablonci. V říjnu 2016 přestoupil do juniorských týmů anglického Leicesteru. V Premier League U18 odehrál za Leicester celkem 33 zápasů a vstřelil 2 góly. Jeden zápas odehrál i v Premier League 2 určené pro výběry do 23 let. V lednu 2019 přestoupil do Sparty. Zpočátku nastupoval za tým do 19 let, 8. března 2020 nastoupil za B tým do utkání ČFL proti Domažlicím. Před sezonou 2020/21 odešel na roční hostování do Pardubic. Prvoligový debut odehrál 30. srpna 2020 v utkání 2. kola proti Teplicím, když nastoupil na závěrečné minuty nastavení.